# Margaret Qualley
Margaret Qualley, född 23 oktober 1994 i Kalispell, Montana, är en amerikansk skådespelare som även verkat som modell och dansare. 
Qualley är dotter till skådespelaren Andie MacDowell. Sedan 2023 är hon gift med musikern Jack Antonoff.

## Filmografi i urval
- 2013 – Palo Alto
- 2014 – The Leftovers (TV-serie)
- 2016 – The Nice Guys
- 2017 – Novitiate
- 2017 – The Vanishing of Sidney Hall
- 2019 – Once Upon a Time in Hollywood
- 2019 – Against All Enemies
- 2019 – Strange but True
- 2019 – Fosse/Verdon (TV-serie)
- 2020 – My Salinger Year
- 2021 – Maid (TV-serie)
- 2024 – The Substance
- 2025 – Blue Moon
- 2025 – Happy Gilmore 2
- 2025 – Honey Don't!